# Операция «Хиросима»
Операция «Хиросима» — военная операция в ходе гражданской войны в Нигерии, проведённая 4-й бригадой коммандос Республики Биафра в попытке вернуть город Оничу, захваченный частями армии Нигерии. Операция в конечном итоге привела к поражению и крупным потерям живой силы армии Биафры.

## Предыстория
В октябре 1967 года нигерийский генерал Муртала Мухаммед начал артиллерийскую бомбардировку Оничи, а затем возглавил атаку своих войск через реку Нигер в город. Нигерийские солдаты вместо преследования противника разграбили и сожгли рынок Оничи, что дало возможность противнику перестроиться и перейти в контратаку. Биафранцам удалось вновь захватить город. После ещё двух неудачных попыток вторжения генерал Мухаммед переместился на север и пересек реку Нигер в Айдахе. Нигерийский 2-й дивизион и 6-й батальон переместились на юго-запад от Энугуи, а к январю 1968 года отошёл на 20 км от Оничи. 24 марта финальная битва за Оничу продолжалась около суток, после чего биафранцы были вынуждены отступить в Умуахию, захваченную в ходе Операции «ОАУ».

## Вторжение
В начале ноября 1968 года 4 000 солдат 4-й бригады Биафры переместились на север от Умуахии до Нквелле, менее чем в 10 км от Оничи. 15 ноября полковнику Рольфу Штайнеру было приказано начать наступательную операцию под кодовым названием «Операция Хиросима», названную в честь уничтоженного американцами города Хиросима. Штайнер попытался возразить командованию на том основании, что его войска были обучены тактике партизанской войны, а не прямым действиям. Тем не менее части армии Биафры были брошены в лобовую атаку через открытое поле в направлении Оничи. Без авиационной поддержки или каких-либо естественных укрытий или окопов наступающие понесли большие потери, после чего всё же отступили для перегруппировки.
Южноафриканский наёмник майор Таффи Уильямс вместе с бельгийским наёмником Марком Гуссенсом по прямому приказу генералиссимуса Оджукву, который был извещён о поражении армии Биафры, повторно бросили свои войска на нигерийскую оборонительную позицию, но отступили почти сразу же после того, как находящийся в авангарде биафранцев Гуссенс был убит. Наконец, Штайнер и Уильямс убедили Оджукву дать приказ на снятие так и несостоявшейся осады города. 29 ноября оставшиеся 2 000 солдат 4-й бригады Коммандос Биафры снялись с позиций и отступили от города в направлении Оверри, оставив Оничу под полным контролем нигерийцев вплоть до конца войны.

## Штайнер
У полковника Штайнера была паранойя, а потому он начал пить, чтобы уменьшить приступы паники. 6 декабря 1968 года президент Оджукву попросил полковника Штайнера объяснить своё поражение перед членами парламента Биафры. Штайнер пришёл на заседание пьяным, даже потребовал пива и после отказался от него, сославшись на то, что стакан слишком теплый. После завершения заседания Штайнер вступил в спор с одним из охранников Оджукву, после чего тот попытался убить Штайнера. Тем не менее генералиссимус Оджукву простил полковника и отпустил его, но затем Штайнер вновь начал нападки на него, после чего был арестован. Позже  Штайнер был депортирован в Габон вместе с 5 другими наёмниками, в то время как майор Таффи Уильямс стал командиром 4-й бригады коммандос.